# Asignatura pendiente
«Asignatura Pendiente» (рус. Неоконченное дело) — это первый международный и второй американский сингл с альбома Рики Мартина Almas del Silencio. Он был выпущен 11 августа 2003 г. в латиноамериканских странах. Песня была написана Рикардо Архоной (позже он включил песню в свой альбом Solo), а спродюсирована Томми Торресом.
Также был выпущен клип.

## Появление в чарте
«Asignatura Pendiente» достиг пятой строки в Hot Latin Songs в США.

## Форматы и трек-листы
US promotional CD single
1. «Asignatura Pendiente» — 3:55

## Чарты
| Чарт (2003)                  | Наивысшая позиция |
| ---------------------------- | ----------------- |
| US Billboard Hot Latin Songs | 5                 |
| US Billboard Latin Pop Songs | 4                 |
| US Billboard Tropical Songs  | 38                |